# Benedetta Emilia Agricola
Benedetta Emilia Agricola, geborene Benedetta Molteni, auch Benedetta Emilia Agricola-Molteni(* 1722 in Modena; † 1780 in Berlin) war eine italienische Opernsängerin der Stimmlage Sopran im Berlin des 18. Jahrhunderts.

## Leben
Agricola war Schülerin von Nicola Antonio Porpora, Johann Adolph Hasse und Felice Salimbeni.
1743 gab sie mit Carl Heinrich Grauns Oper „Cäsar und Cleopatra“ ihr Debüt in Berlin. Sie war über längere Zeit Mitglied der Berliner Italienischen Oper. Sie hatte sich hier als Sängerin einen hervorragenden Ruf erworben. Ab 1748 wurde sie die Hauptsopranistin in der Hofkapelle Friedrichs II. 1751 heiratete Benedetta Emilia Molteni Johann Friedrich Agricola. Die Stellung am Hof behielt sie bis zum Tod ihres Mannes im Jahr 1774.